# Aybert
Saint Aybert est un moine bénédictin du monastère de Saint-Crépin dans le Hainaut et un prêtre reclus, né en 1060 au diocèse de Tournai, et mort en 1140. 

## Biographie
Aybert est ordonné prêtre par Burchard, évêque de Cambrai, avec un pouvoir particulier d'administrer dans sa cellule les sacrements de pénitence et d'eucharistie ; pouvoir qui lui sera confirmé par les papes Pascal II et Innocent II. Cependant, il renvoyait les pénitents à leurs évêques, à moins qu'ils n'eussent quelque répugnance à se confesser à eux. Il disait tous les jours deux messes, une pour les vivants, et l'autre pour les morts. Menant une vie d'ascète, il ne faisait qu'un seul repas par jour, ne consommant ni viande, ni laitage, ni poisson, portait un rude cilice sur sa chair, et dormait à même le sol sur quelques planches de bois.
Sous le pontificat d'Urbain II, il avait accompagné à Rome l'évêque de Saint-Crépin Régnier, effectuant le voyage pieds nus, le corps couvert d'un cilice.

## Postérité
Saint Aybert est fêté le 7 avril.
Il a donné son nom à un village du nord de la France, Saint-Aybert.
Sa Vie a été écrite aussitôt après sa mort par l'archidiacre Robert, qui l'avait connu personnellement. Elle sera par la suite publiée par Laurentius Surius et par Jean Bolland.

## Sources
- Cyrille Jean Destombes, Les vies des saints et des personnes d'une éminente piété des diocèses de Cambrai et d'Arras d'après leur circonscription ancienne et actuelle, L. Dechristé, 1868. (lire en ligne)
- François-Xavier de Feller, Biographie universelle ou Dictionnaire historique des hommes qui se sont fait un nom par leur génie, leurs talents, leurs erreurs ou leurs crimes, Gaume frères, 1850.